# Bill Buford

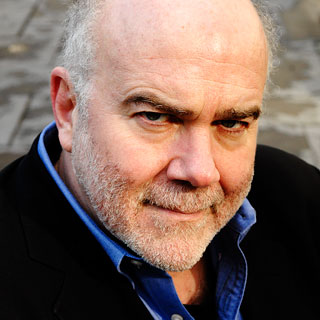
Bill Buford

Bill Buford (* 1954 in Baton Rouge, Louisiana) ist ein US-amerikanischer Schriftsteller und Journalist.

## Werdegang
Bill Buford wuchs in Kalifornien auf und studierte an der University of California in Berkeley sowie am King’s College der University of Cambridge in England. Von 1979 bis 1995 war er Redakteur und Herausgeber des Literaturmagazins Granta und auch Verleger bei Granta Books. Von 1995 bis 2002 war Buford Redakteur für den New Yorker. Buford lebt mit seiner Frau in New York und schreibt noch für den New Yorker.

## Bücher
1992 erschien Geil auf Gewalt – Unter Hooligans (Übersetzung von Wolfgang Krege), anfänglich als Projekt für Granta geplant. Buford recherchiert darin erst als neutraler Beobachter über die englische Hooliganszene, kann sich dann aber ihrer Faszination nicht entziehen. Er reist mit Hooligans durch ganz Europa und wird ein Teil dieser Szene, bis hin zur Teilnahme an Massenschlägereien. Er wird zum Chronisten und beschreibt und analysiert die Personen und Strukturen.
2008 erschien Hitze (Übersetzt aus dem Englischen von Dinka Mrkowatschki): Bill Buford kündigt hier seine gut bezahlte Festanstellung, um ein Jahr lang in der Küche des Sterne-Restaurants Babbo ein Praktikum zu machen. Danach reist er für weitere Praktika nach Italien, um bei einem der berühmtesten Metzger Italiens alles zu erfahren, was man über Fleisch wissen muss, und zu lernen, wie man die beste Pasta herstellt. Einige Zeit später übersiedelte er mit seiner Familie nach Lyon, um dort – in der Welthauptstadt der Gastronomie – französisch kochen zu lernen. Seine Erfahrungen in Lyoneser Spitzenrestaurants und seine Begegnungen mit Spitzenköchen – wie zum Beispiel Paul Bocuse – schildert er in Dreck.

## Werke
- Geil auf Gewalt – Unter Hooligans, Hanser Verlag, 1992, ISBN 978-3-446-17160-2,
- Hitze. Abenteuer eines Amateurs als Küchensklave, Sous-Chef, Pastamacher und Metzgerlehrling , Hanser Verlag, 2010,  ISBN 978-3-446-23012-5
- Dreck, Hanser Verlag, 2020, ISBN 978-3-446-26771-8[1]

## Sonstiges
Salman Rushdies Buch Die bezaubernde Florentinerin (The Enchantress of Florence) ist Buford gewidmet.

## Belege
1. ↑  Denis Scheck empfiehlt: Bill Bufords "Dreck", daserste.de, abgerufen am 25. Januar 2021.

| Personendaten    | Personendaten                                   |
| ---------------- | ----------------------------------------------- |
| NAME             | Buford, Bill                                    |
| KURZBESCHREIBUNG | US-amerikanischer Schriftsteller und Journalist |
| GEBURTSDATUM     | 1954                                            |
| GEBURTSORT       | Baton Rouge, Louisiana                          |